# Toán học là gì?
Toán học là gì?, với phụ đề Phác thảo sơ cấp về tư tưởng và phương pháp (tên tiếng Anh: What is mathematics? An Elementary Approach to Ideas and Methods) là cuốn sách toán học do Richard Courant và Herbert Robbins hợp tác soạn thảo. Quyển sách có nội dung giới thiệu cho độc giả về môn toán học, nhưng nhấn mạnh về ý tưởng, tư duy thay vì kỹ năng giải toán. Vì vậy mà cuốn sách có đối tượng bạn đọc lớn, vượt ngoài phạm vi chuyên ngành toán học.
Cuốn sách có hai lần xuất bản. Lần thứ nhất vào năm 1941, với nội dung về lý thuyết số, hình học, tô pô và giải tích. Ấn bản lần thứ hai vào năm 1996 có một chương mới về sự phát triển toán học trong thời gian gần đây, được viết bởi Ian Stewart.
Bản tiếng Việt do Hàn Liên Hải dịch, Nhà xuất bản Khoa học Kỹ thuật (1984), gồm có 3 tập với tổng số 510 trang nội dung.

## Tác giả

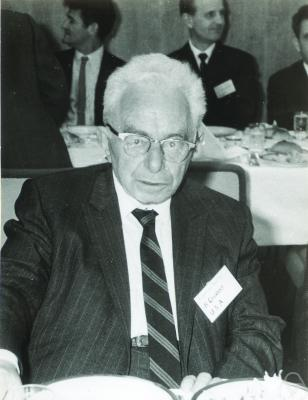
Richard Courant năm 1969

Richard Courant (1888-1972) là nhà toán học người Mỹ gốc Đức, sinh ra ở Lubliniec, một thị trấn nhỏ, thuộc vùng Silesian, Ba Lan, lớn lên ở Kłodzko (tiếng Đức: Glatz), Berlin năm 1905 và theo học đại học ở Wrocław.
Herbert Robbins Ellis (12/1/1915-12/2/2001) là nhà toán học và thống kê người Mỹ, đã nhận bằng tiến sĩ tại đại học Harvard năm 1938, là giảng viên tại đại học New York, Đại học Bắc Carolina, Đại học Columbia, Đại học Rutgers. Tên ông đã được đặt cho các định lý Robbins trong lý thuyết đồ thị.